# Râul Jijia, Prut

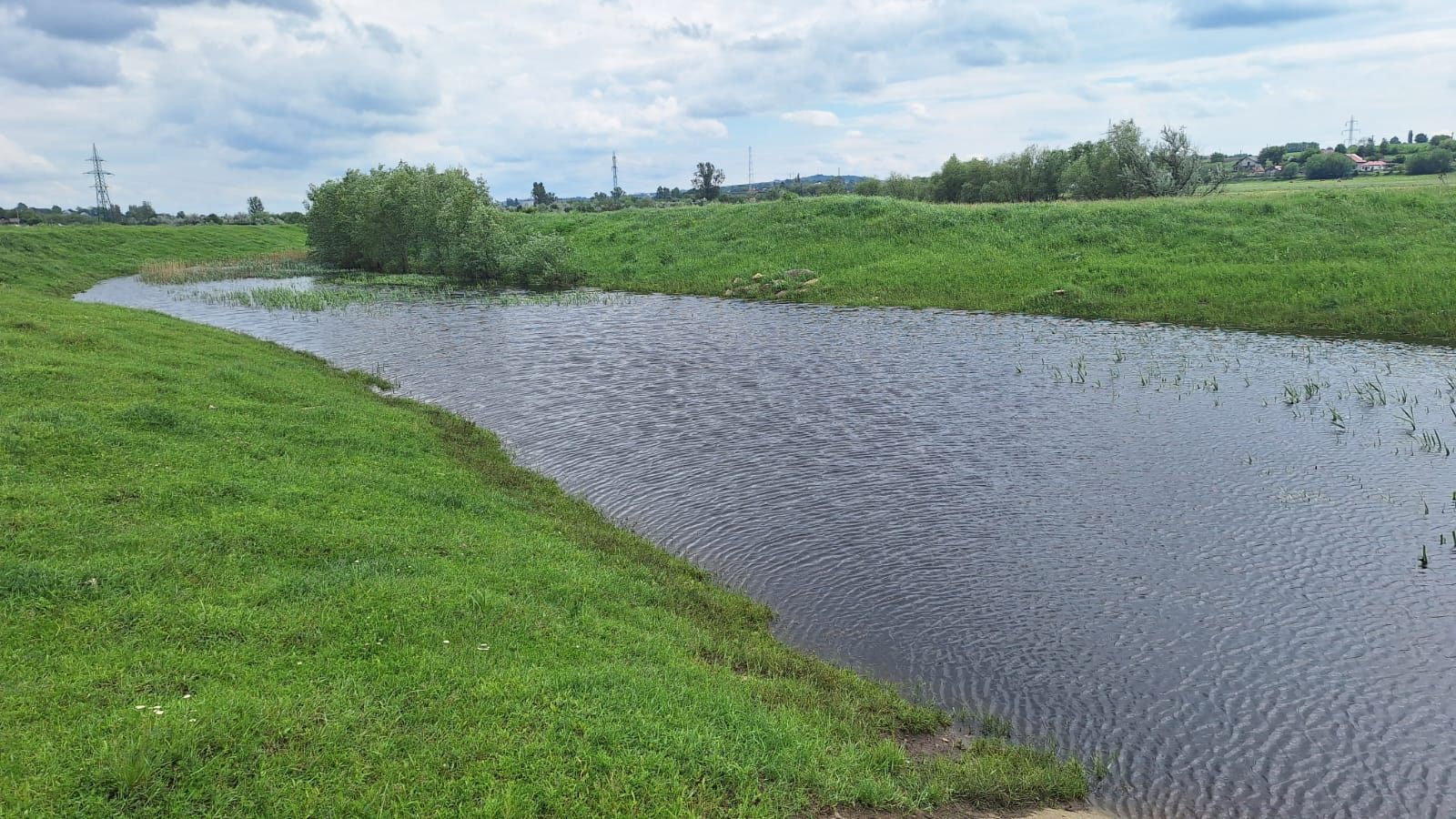
Râul Jijia la intrarea pe teritoriul orașului Dorohoi

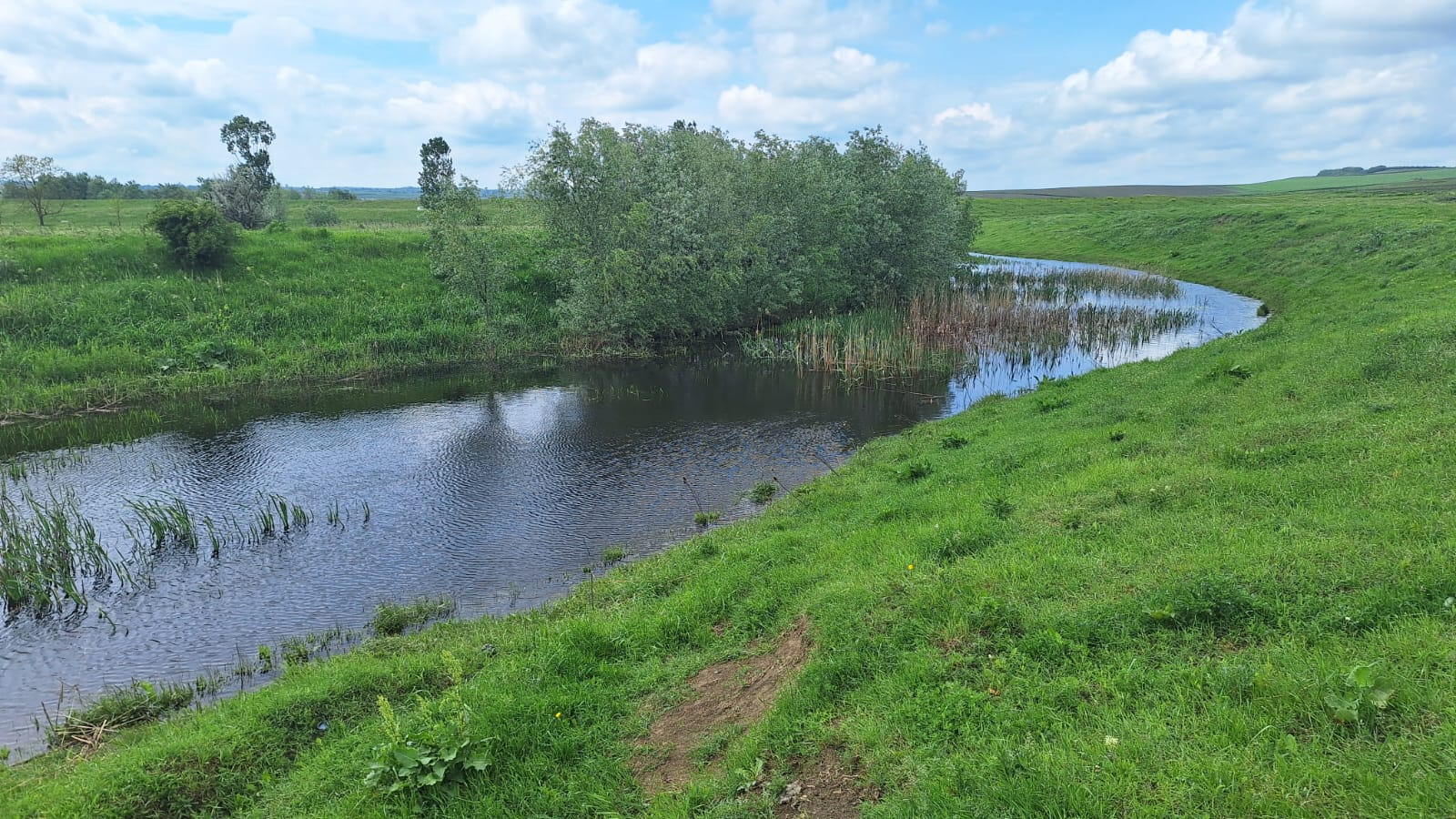
Râul Jijia în partea nord-estică a orașului Dorohoi

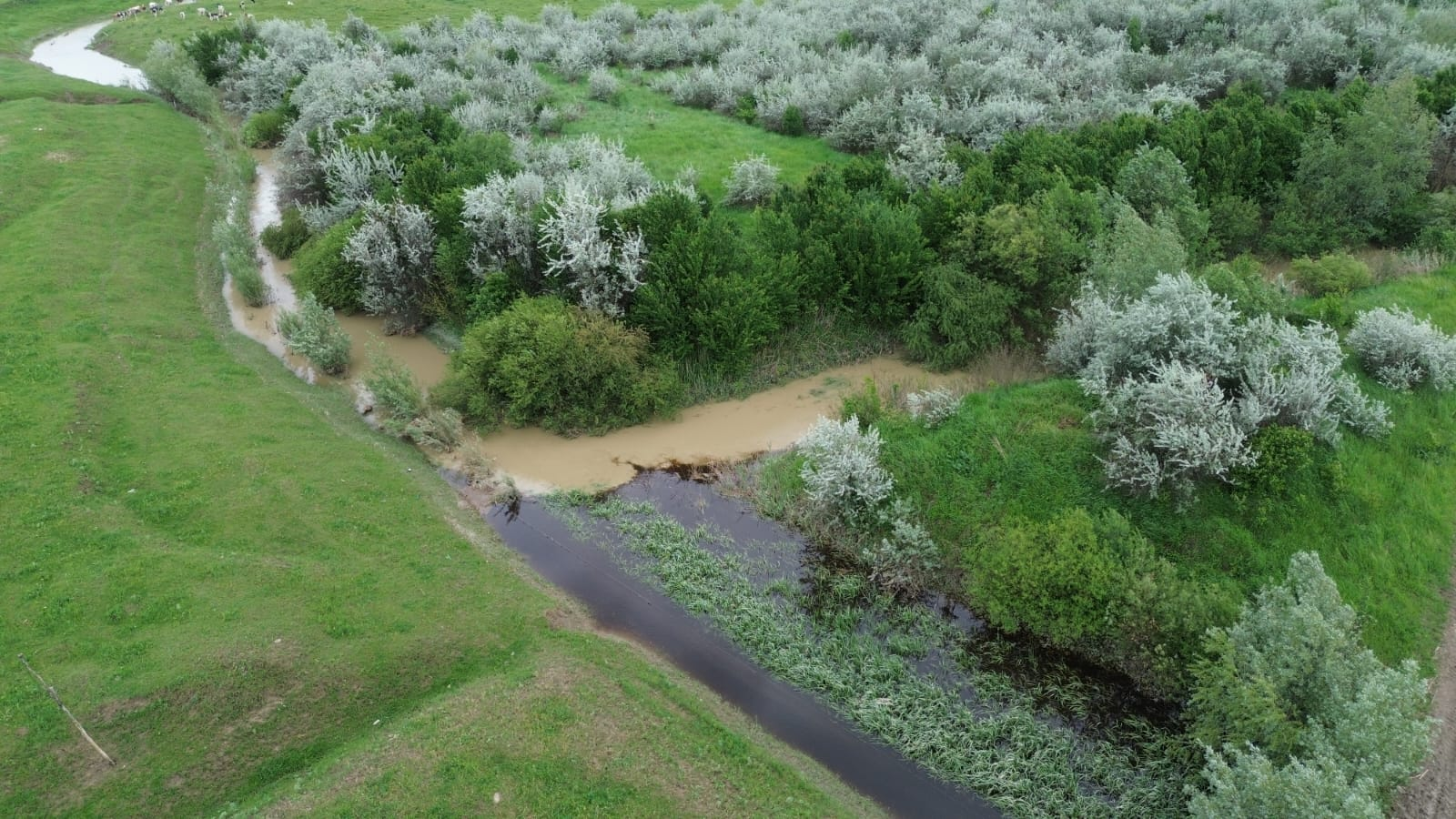
Confluența dintre Râul Jijia cu Pârâul Buhai (nord-estul orașului Dorohoi)

Jijia (în ucraineană Жижія) este un râu care străbate teritoriile Ucrainei și României, fiind afluent de dreapta al râului Prut.

## Geografie
Râul Jijia izvorăște din regiunea Cernăuți a Ucrainei, în apropiere de frontiera cu România, la o altitudine de 410 metri și curge spre sud-est în județul Botoșani prin orașul Dorohoi, vărsându-se în Prut, pe teritoriul județului Iași.
Râul are o lungime de 234 km (dintre care 12 km pe teritoriul Ucrainei și 222 km pe teritoriul României) și un bazin hidrografic de 5.770 km2 (din care 5757 km2 pe suprafața României). În trecut, râul avea o lungime de 287 km (din care 275 km pe teritoriul României), mai mare decât în prezent (doar 234 km), cauza acestui fapt fiind că,  în aval de  localitatea Chiperești, cursul râului a fost deviat spre comuna Moreni, scurtând semnificativ distanța până la râul Prut, cu scopul de a preveni inundațiile. Astfel, noul curs al râului Jijia, numit și Jijia Nouă, nu mai are de parcurs decât 3 km de la Chiperești până la gura de vărsare în râul Prut. Cursul vechi (în aval de comuna Chiperești până în comuna Gorban), numit și Jijia Veche, care în prezent nu mai este legat de cursul superior al râului, măsoară însă 56 km. Așadar, râul a pierdut 53 km din lungimea sa inițială. Debitul mediu multianual al râului Jijia crește pe măsură ce acesta se apropie de vărsarea în râul Prut. Astfel, în orașul Dorohoi, la 8 km distanță de izvoarele cursului de apă, se înregistrează un debit mediu de 0,65 m3/s, în comuna Todireni, în amonte de confluența cu râul Sitna, râul Jijia atinge un debit mediu de 2,24 m3/s, iar în comuna Victoria, situată la nord de municipiul Iași, se raportează un debit mediu multianual de 6,82 m3/s. În final, după ce preia apele celui mai important afluent al său, râul Bahlui, râul Jijia ajunge la un debit mediu de 11,7 m3/s înainte de vărsarea în Prut. Cu cea mai mare lungime, cel mai întins bazin hidrografic și cel mai bogat debit dintre afluenții Prutului de pe teritoriul României, putem afirma ca râul Jijia este cel mai important tributar românesc al râului Prut. De asemenea, Jijia are cea mai mare lungime dintre toți afluenții Prutului, inclusiv cei din Ucraina și Republica Moldova, însă este întrecut în volumul debitului de râul Ceremuș, un afluent al Prutului de pe teritoriul Ucrainei. Printre afluenții cei mai însemnați ai Jijiei se numără râurile Ibăneasa, Sitna, Miletin, Jijioara și Bahlui. Dintre aceștia, Bahluiul este cel mai important (fiind cea mai importantă apă curgătoare de pe teritoriul municipiului Iași). Inițial, Jijia se vărsa în Prut în dreptul localității Gura Bohotin (comuna Gorban, județul Iași), într-o regiune mlăștinoasă cu statut de rezervație, numită „Delta Jijiei”. 
Pentru reducerea efectului inundațiilor și extinderea suprafețelor agricole, au fost efectuate mai multe lucrări de regularizare a cursului râului Jijia. Astfel, în aval de localitatea Chiperești, apare o bifurcație (nod hidrotehnic) a Jijiei, o parte din debite (așa-numita „Jijia Veche”) pornind spre Gorban și altele („Jijia nouă”) - pe albia nouă, spre Moreni. 
Începând din dreptul localității Chiperești, a fost deviat cursul râului Jijia prin executarea unui canal, care are rolul de a dirija Jijia (inclusiv Bahluiul) direct spre Prut în amonte de Moreni. Aici a fost amenajată o albie nouă, cuprinsă între două diguri. 
Cursul vechi al Jijiei, foarte meandrat de la Chiperești în aval, are o lungime de 56 km și este cursul natural al râului. Cursul inferior a fost modificat, tăindu-se diferite coturi ale râului și efectuându-se lucrări de regularizare mai importante în zona Costuleni. Partea inferioară a cursului vechii Jijii a fost și ea îndiguită. Jijia veche nu mai pare a fi legată astăzi de cursul superior al Jijiei, având exclusiv rolul de a colecta debitele a patru afluenți mai mici ai Jijiei de pe cursul inferior și de a le conduce în Prut la Gorban.

## „Delta Jijiei”
Începând din anul 1998, Direcția Apelor Prut a derulat un proiect de cooperare cu Institutul Olandez de Management al apelor interioare și Tratarea apelor uzate (RIZA), proiect intitulat „Modelare, monitorizare și reconstrucție ecologică în bazinul hidrografic Prut”. Proiectul prevedea efectuarea de lucrări de decolmatare la nodul hidrotehnic de la Chiperești, pentru ca apa să poată circula și pe Jijia Veche.
La începutul anului 2003 s-a depus documentația la PIN MATRA-Olanda, fiind obținută finanțarea proiectului în iunie 2003. Între anii 2003 și 2006 s-au executat următoarele lucrări: 
- funcționarea nodului de la Chiperești la parametrii proiectați
- decolmatarea Jijiei vechi în 2 etape – 6 km și 9 km
- decolmatarea podului de la Osoi
- refacerea podului de pe Jijia Veche, în aval de Chiperești
- montarea unei stații automate pe râul Jijia, la Chiperești
- realizarea planului de management al zonei – Jijia Veche

Guvernul Olandei a oferit o sumă de 50.000 de euro, pentru cumpărarea terenului de la actualii proprietari. Pe aceste terenuri s-au deschis canale de irigații, pentru a forța inundarea pajiștii satelor Prisăcani și Costuleni, așa-numita „zonă umedă Ciobârciu”. Anterior, pajiștea era o regiune mlăștinoasă, inundată jumătate din an, ea neputând fi folosită în agricultură. Această zonă umedă este așezată exact pe culoarul de zbor al păsărilor migratoare. 
Au fost construite 4 poldere (porțiuni joase de uscat îndiguite) la Costuleni pentru atenuarea viiturilor de pe afluenții Jijiei Vechi (Comarna și Covasna), pe o suprafață totală de 244 ha. Această suprafață este inundată primăvara, prin descărcare controlată, realizându-se o zonă umedă ("delta Jijiei") cu adâncimi variabile (maximum 0.5 m). În această zonă umedă vor cuibări în timpul verii păsările migratoare, care vin din nordul Europei și se îndreaptă spre Delta Dunării.
„Delta Jijiei” urmează să fie amenajată pentru turism și pescuit sportiv. 

## Fotogalerie

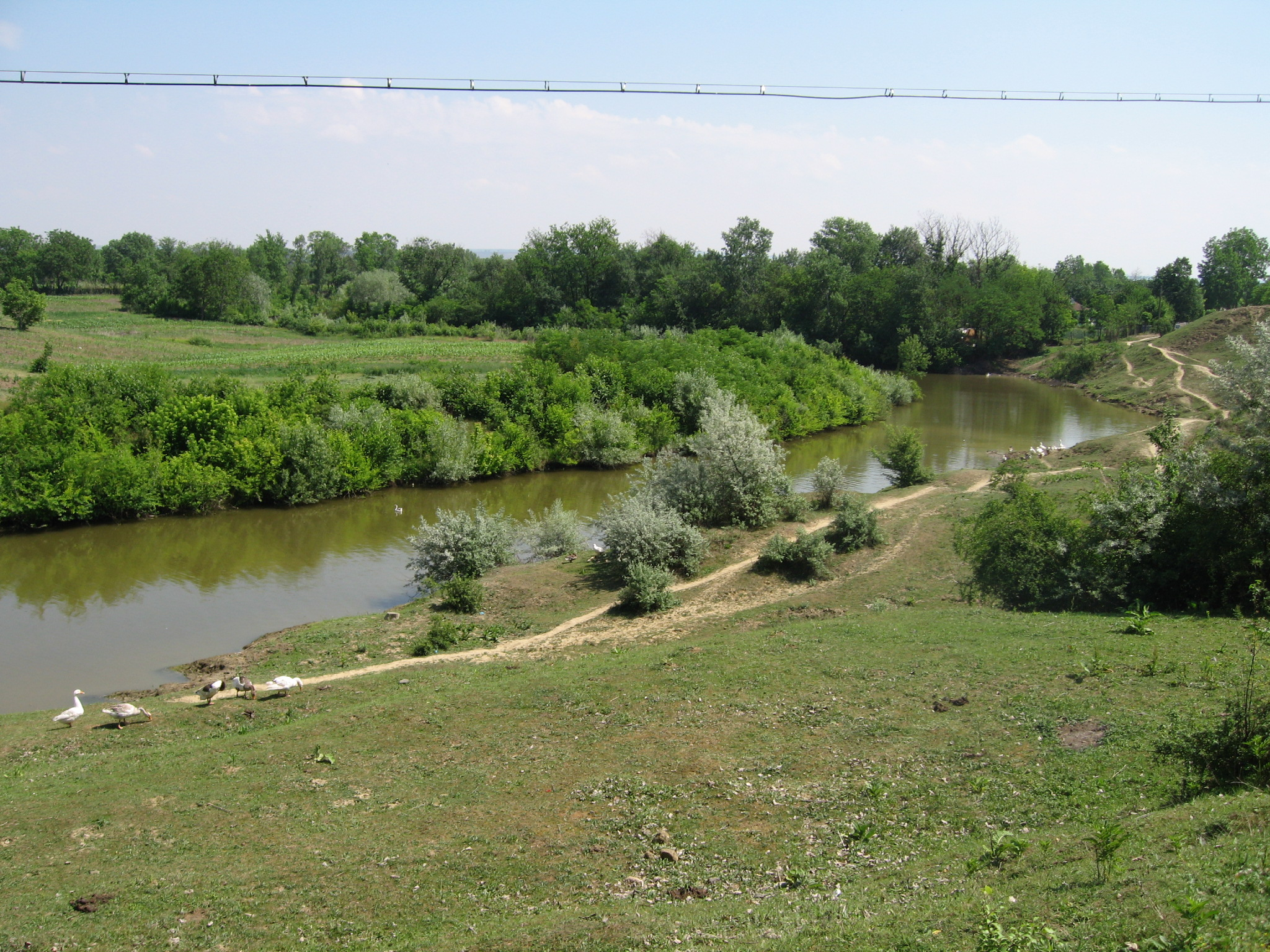
Jijia traversând comuna Victoria
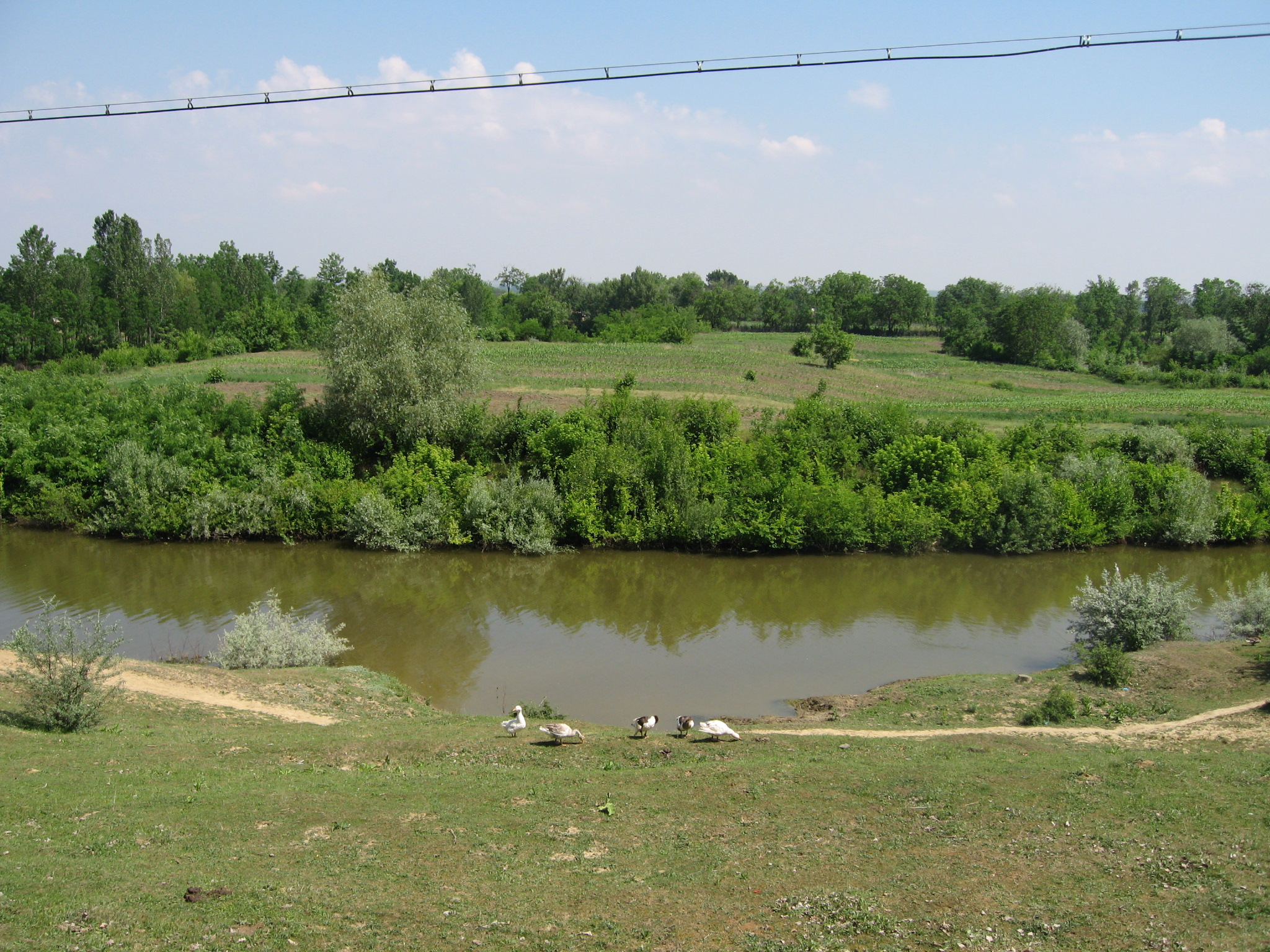
Jijia în comuna Victoria
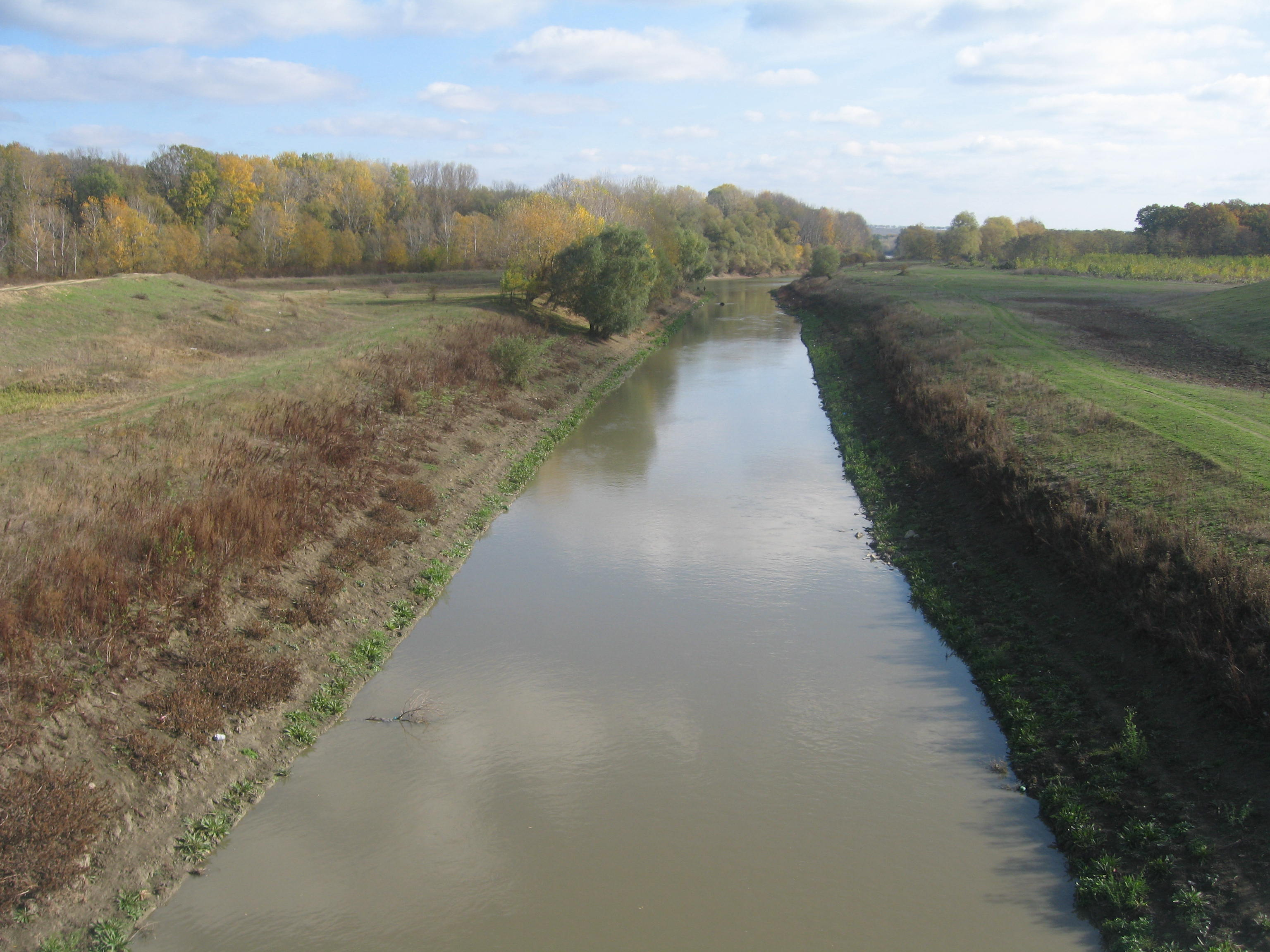
Cursul deviat al Jijiei (Jijia nouă) la vărsarea în Prut în apropiere de satul Moreni
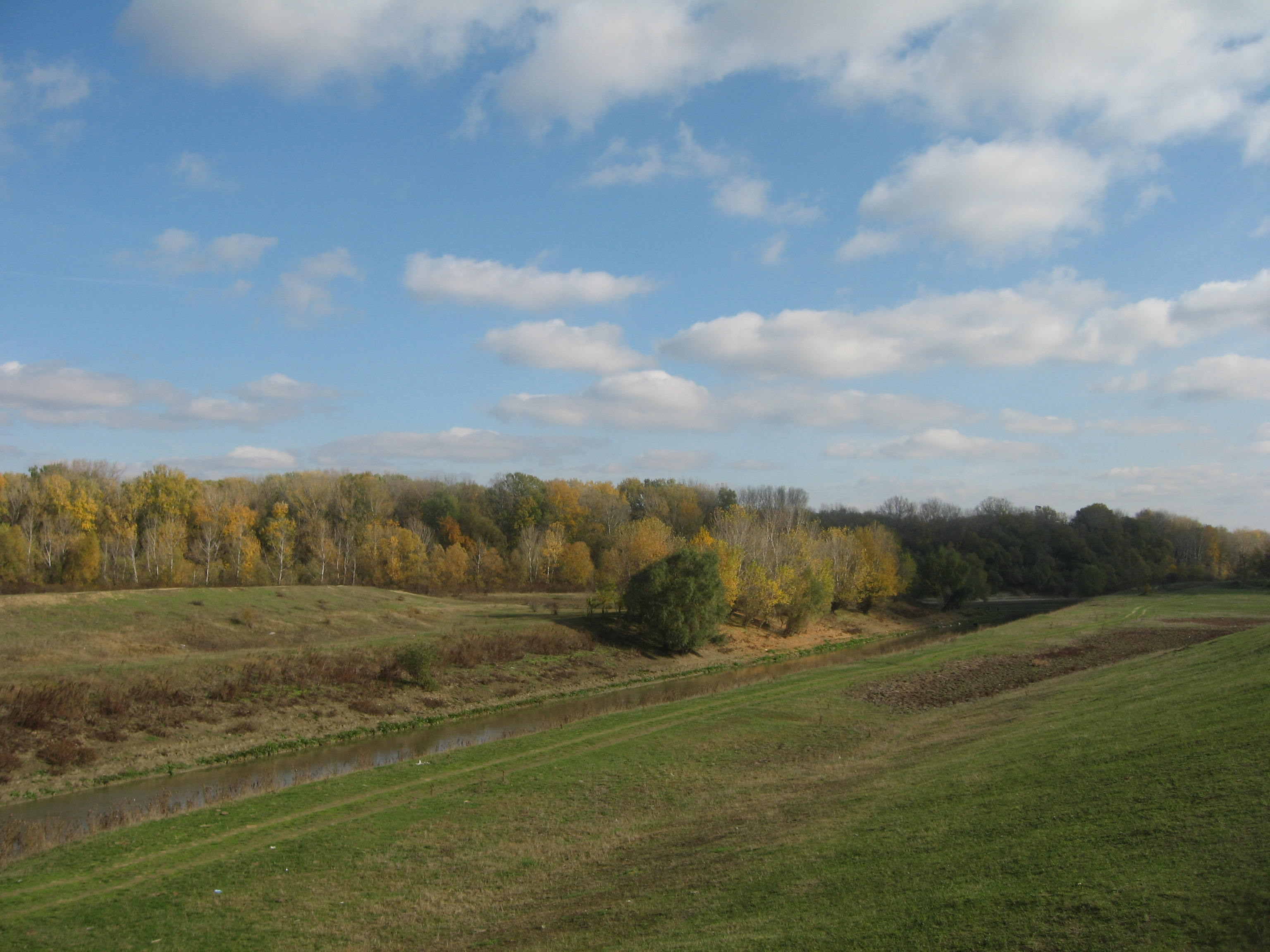
Confluența Jijiei cu Prutul în apropiere de satul Moreni